# Ghiacciaio Olson
Il ghiacciaio Olson è un ghiacciaio lungo circa 12 km situato nella parte nord-occidentale della Dipendenza di Ross, nell'Antartide orientale. Il ghiacciaio, il cui punto più alto si trova a circa 2200 m s.l.m., si trova nell'entroterra della costa di Borchgrevink, nella parte sud-occidentale dei monti della Vittoria, dove fluisce verso sud-ovest a partire dal versante occidentale dell'altopiano Malta, scorrendo lungo il versante meridionale del picco Thomas, fino a unire il proprio flusso a quello del ghiacciaio Seafarer.

## Storia
Il ghiacciaio Olson è stato mappato da membri dello United States Geological Survey (USGS) grazie a fotografie aeree scattate dalla marina militare statunitense nel periodo 1960-64, e così battezzato dal Comitato consultivo dei nomi antartici in onore di 
Richard D. Olson, membro dell'Ufficio per i Programmi Antartici della National Science Foundation, che prese parte alle attività di amministrazione della ricerca presso la stazione McMurdo nella stagione 1967-68.